# Ascogrammitis angustipes
Ascogrammitis angustipes là một loài dương xỉ trong họ Polypodiaceae. Loài này được Copel. Sundue mô tả khoa học đầu tiên năm 2010.